# Tenebrioninae
Tenebrioninae (лат.) — подсемейство жесткокрылых из семейства чернотелок. Включает такие известные виды, как Большой мучной хрущак (Tenebrio molitor), Tribolium castaneum и Tribolium confusum. Большой мучной хрущак является одним из наиболее популярных и легко разводимых кормовых насекомых, чьи личинки, взрослые жуки и куколки используются в качестве корма для различных содержащихся в неволе птиц, мелких зверьков, амфибий, рептилий, крупных аквариумных рыб, а также как наживка в рыболовстве. Вид Tribolium confusum имеет важное экономическое значение, будучи вредителем запасов продуктов, а чернотелка Tribolium castaneum является популярным объектом генетических исследований и модельным организмом при исследовании внутригеномного конфликта и в популяционной экологии.

## Систематика
Подсемейство включает 20—30 триб, точное определение границ которых и статус дискутируются. Молекулярные филогенетические исследования с использованием данных о последовательности ДНК привели к очень несогласованным результатам, возможно из-за гибридизации, горизонтального переноса генов бактериями Wolbachia и недостаточного количества изученных таксонов. Иногда подсемейство Pimeliinae включается сюда в качестве трибы, а триба Opatrini, наоборот иногда рассматривается в качестве отдельного подсемейства Opatrinae. Трибы Crypticini, Pentaphyllini и Scaphidemini иногда помещаемые в Tenebrioninae, чаще включают в состав подсемейства Diaperinae.
Некоторые роды подсемейства:
- Alobates Motschulsky, 1872
- Bius Mulsant, 1859
- Centronopus
- Cryphaeus
- Eleodes Eschscholtz, 1829
- Idiobates
- Iphthiminus
- Menephilus Mulsant, 1854
- Neatus Leconte, 1862
- Paratoxicum Champion, 1894
- Rhinandrus
- Tauroceras
- Tenebrio Linnaeus, 1758
- Zophobas Blanchard, 1845

### Классификация (2021)
В исследовании Каминьского и др., опубликованном в 2021 году, следующие трибы были перемещены из Tenebrioninae во вновь возрожденное подсемейство Blaptinae. Эти трибы содержали 281 род и около 4000 видов, примерно 50 % от Tenebrioninae. Новой классификации последовали Бушар и др. в том же 2021 году.
Blaptinae
- Amphidorini LeConte, 1862
- Blaptini Leach, 1815
- Dendarini Mulsant & Rey, 1854
- Opatrini Brullé, 1832
- Pedinini Eschscholtz, 1829
- Platynotini Mulsant & Rey, 1853
- Platyscelidini Lacordaire, 1859

В результате Tenebrioninae, согласно обзору «Review of genus-group names in the family Tenebrionidae» (Bouchard et al. 2021), включает следующие трибы:
- Acropteronini Doyen, 1989
- Alphitobiini Reitter, 1917
- Amarygmini Gistel, 1848
- Apocryphini Lacordaire, 1859
- Bolitophagini W. Kirby, 1837
- Centronopini Doyen, 1989
- Cerenopini Horn, 1870
- Dissonomini G.S. Medvedev, 1968
- Eulabini Horn, 1870
- Falsocossyphini Ferrer, 2006
- Heleini Fleming, 1821
- Helopini Latreille, 1802
- Melanimonini Seidlitz, 1894 (1854)
- Metaclisini Steiner, 2016
- Palorini Matthews, 2003
- Paoligenini Ferrer, 2013
- Praeugenini De Moor, 1970
- Rhysopaussini Wasmann, 1896
- Scaurini Billberg, 1820
- Scotobiini Solier, 1838
- Tenebrionini Latreille, 1802
- Titaenini Fauvel, 1905
- Toxicini Oken, 1843
- Trachelostenini Lacordaire, 1859
- Triboliini Gistel, 1848
- Ulomini Blanchard, 1845

Кроме того, в это подсемейство без указания триб помещены следующие роды:
- Anophthalmolamus Ferrer, 1993
- Hangaya Matthews & Merkl, 2015
- Penichrus Champion, 1885